# Prunus opaca
Prunus opaca — вид квіткових рослин з родини трояндових (Rosaceae). Ареал охоплює такі країни: Колумбія, Еквадор, Перу, Венесуела.
Це дерево, яке росте переважно в гірському тропічному біомі. Його використовують у їжу.